# Chelsea Drugstore
Der Chelsea Drugstore war eine feste Institution in der Londoner Swinging-Sixties-Szene der 60er und 70er Jahre. Der Gebäudekomplex eröffnete im Juli 1968 in der Londoner King’s Road Nummer 49 und ersetzte den White Hart Pub.
Der Drugstore bestand aus Bars, Imbissständen, Apotheke, Zeitungskiosk, Plattenladen und kleinen Klamottenläden und erstreckte sich über drei Stockwerke. Markenzeichen waren die moderne Glas- und Aluminiumfassade sowie lange Öffnungszeiten an sieben Tagen in der Woche. Populär waren auch die jungen Frauen in lilafarbenen Catsuits, die Waren mit exzentrisch gestalteten Motorrädern auslieferten.
Aufgrund von Protesten von Anwohnerinnen und Anwohnern wurde im Mai 1971 zunächst der Zugang in die King’s Road und kurze Zeit später der gesamte Drugstore geschlossen. Mittlerweile nutzt McDonald’s das Gebäude.

## Bedeutung
- Eine Textzeile in You Can’t Always Get What You Want von The Rolling Stones lautet: „I went down to the Chelsea Drug Store, To get your prescription filled.“
- Mehrere Szenen aus Stanley Kubricks Film A Clockwork Orange wurden im Chelsea Drugstore gedreht.